# 박동하
박동하(朴東河, 1974년 6월 28일 ~)는 대한민국의 영화 배우, 뮤지컬 배우, 팝페라 가수이다.

## 학력
- 안양예술고등학교 연극영화과 졸업
- 중앙대학교 무용학과 학사
- 단국대학교 문화예술대학원 뮤지컬연출연기 석사

## 출연작

### 영화
- 《4월의 불꽃 • Fireworks in April》 (2025년) - 정순택 역
- 《'너'가 되는 순간 • 君になる瞬間》 (2025년) - 권 과장 역
- 《하얼빈》(2024년) - 야마다(山田) 역
- 《무명인 • ゲノムハザード》 (2014년) - 양기택 역
- 《피안도 • 彼岸島》 (2009년) - 오오사와 역
- 《원더풀데이즈 • ワンダフルデイズ》 (2003년)- 데이빗 역 (일본어 더빙[5])

### 드라마
- 《보이스 3》 (2019년, OCN) - 사카라이 료지 역
- 《임진왜란 1592》 (2016년, KBS1) - 고니시 유키나가 역

### 뮤지컬
- Musical 《Woman in White》(2010년 (日)Horipro) - 퍼시벌 글라이드 역
- Musical 《Broadway 42nd》(2009,2010년) - 빌리 로러 역
- Musical 《火の鳥(불새)》(2008년,2011년 (日)Warabiza) - 가오 역
- Musical 《PHANTOM》(2009년 (日)HUJItv) - 샹동 백작 역
- Musical 《김종욱 찾기》(2007년, 2009년) - 김종욱 역
- Musical 《TOMMY》(2007년 (日)Horipro) - 캡틴 워커 역
- Musical 《Elisabeth》(2004년 ~ 2006년 (日)TOHO) - 황태자 루돌프
- Musical 《Singin' in the rain》(2003년) - 돈 락우드 역
- Musical 《FAME》(2008년 ~ 2000년) - 닉 피아자 역
- Musical 《Sound of music》(1984년 KBS) - 쿠르트 역

## 수상
- 2009년 제15회 한국뮤지컬대상시상식 남우신인상